# Айыртауский сельский округ
Айыртауский сельский округ (каз. Айыртау ауылдық округі) — административно-территориальное образование в Уланском районе Восточно-Казахстанской области.
Административный центр сельского округа находится в с. Айыртау.

## Населённые пункты
- с. Айыртау
- с. Новая Канайка